# Kortowo
Kortowo (deutsch Kortau) und Kortowo II sind ein Stadtteil und ein Ort in der kreisfreien Stadt Olsztyn (deutsch Allenstein), der Hauptstadt der polnischen Woiwodschaft Ermland-Masuren.

## Geographische Lage
Der Stadtteil Kortowo liegt östlich des Kortsees (auch: Kortau-See, polnisch Jezioro Kortowskie) im Südwesten der Stadt Olsztyn im Westen der Woiwodschaft Ermland-Masuren. Bis zum Stadtzentrum sind es drei Kilometer.
|  |

Der Ort Kortowo II befindet sich im südlichen Gebiet des Stadtteils.
|  |

## Geschichte / Ortsbeschreibung
Der noch bis zum 14. März 1848 Abbau Barkowski genannte Ort Kortau war vor 1945 ein Teil der Stadt Allenstein (polnisch Olsztyn) und lag südlich des Zentrums an der von Allenstein nach Hohenstein i. Ostpr. (polnisch Olsztynek) führenden Hohensteiner Straße – einst als deutsche Reichsstraße 130, danach als polnische Landesstraße 51 und heute – al. Warszawska (= „Warschauer Allee“) genannt – als Woiwodschaftsstraße 527 und Schnellstraße S 51.

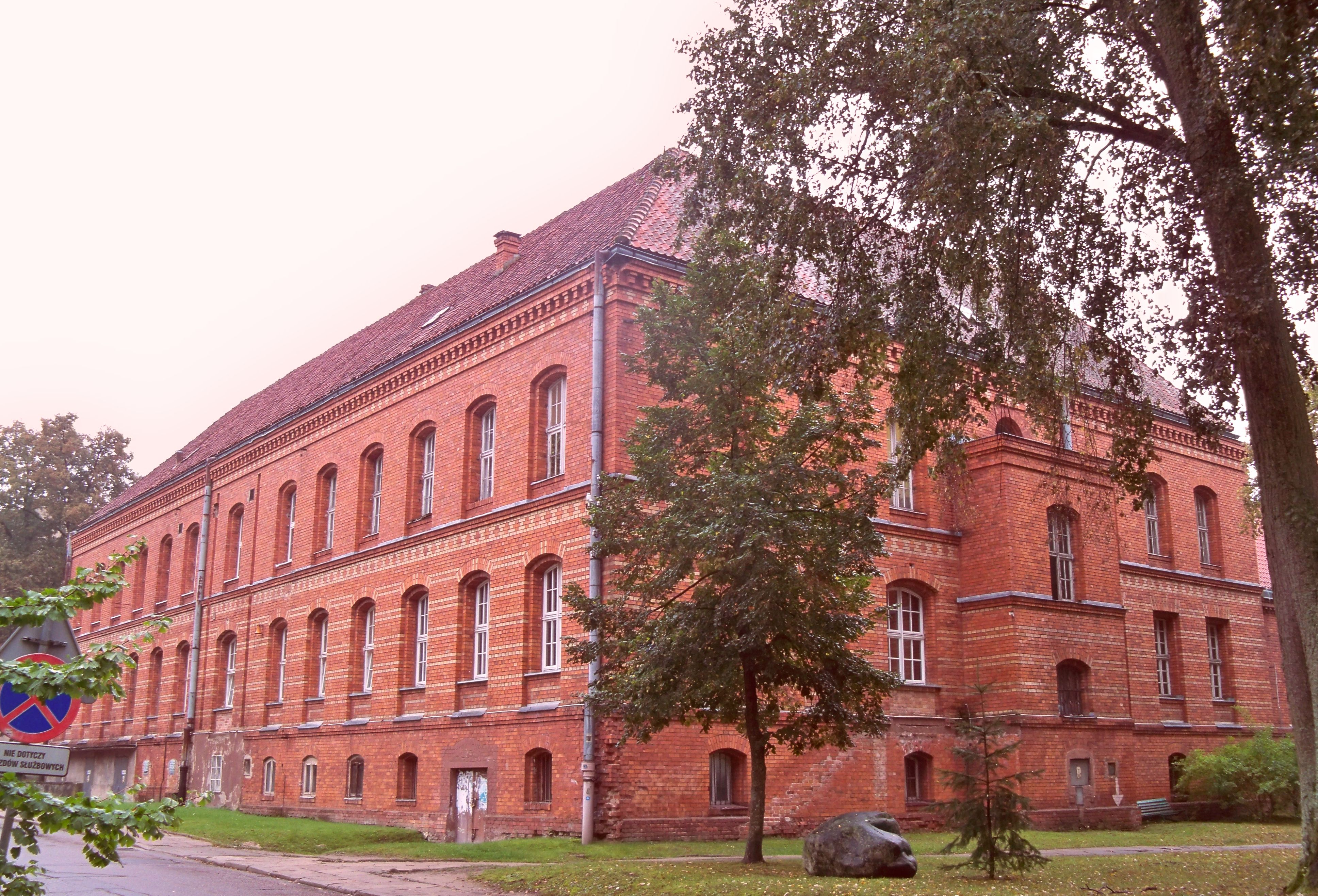
Das Gebäude der einstigen Klinik

In Kortau wurde in den Jahren 1883 bis 1886 die einst weithin bekannte Provinzial-Heil- und Pflegeanstalt Kortau errichtet, eine der modernsten psychiatrischen Kliniken des damaligen Deutschen Reichs. In den 1940er Jahren fanden hier Krankenmorde an den Bewohnern als auch an Deportierten aus verschiedenen Konzentrationslagern statt. Nach dem Einmarsch der Roten Armee verübten deren Soldaten am 22. Januar 1945 ein Massaker mit mehr als 500 Opfern. 1997 wurde am Rande des ehemaligen Friedhofs ein besonderes Denkmal gesetzt.

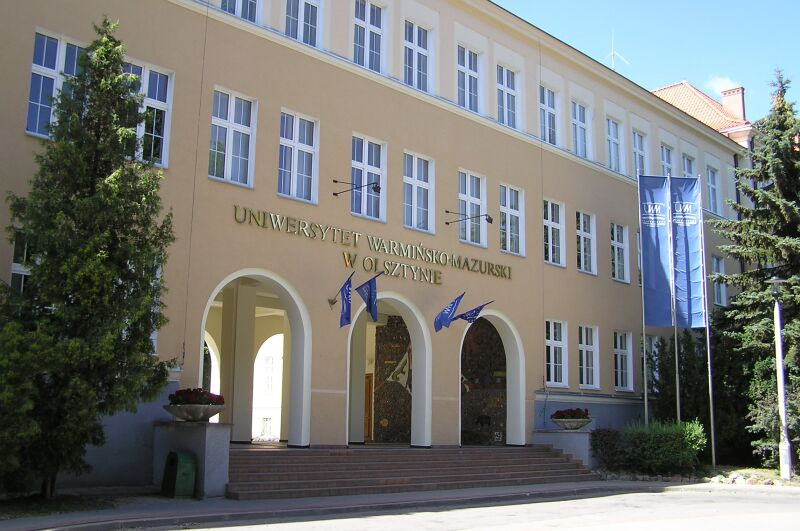
Das heutige Rektoratsgebäude der Universität

Auf dem ehemaligen Klinikgelände war von 1950 bis 1968 eine landwirtschaftliche Hochschule und von 1968 bis 1999 eine technisch-landwirtschaftliche Akademie untergebracht. Seit 1999 befindet sich hier der Campus der Universität Ermland-Masuren. Hier stehen und entstehen zahlreiche Institutsgebäude, die Kortowo II zur „Universitätsstadt“ machen. Eingebettet liegt sie zwischen dem Althof-See (polnisch Jezioro Stary Dwór), dem Lärchensee (Jezioro Modzewiowe) und dem Fluss Alle (polnisch Łyna). Hier steht nun auch eine – dem Hl. Franziskus geweihte – römisch-katholische Kirche. Der Name des alljährlichen Studentenfestes „Juwenalia“ hat sich in „Kortazdy“ gewandelt.

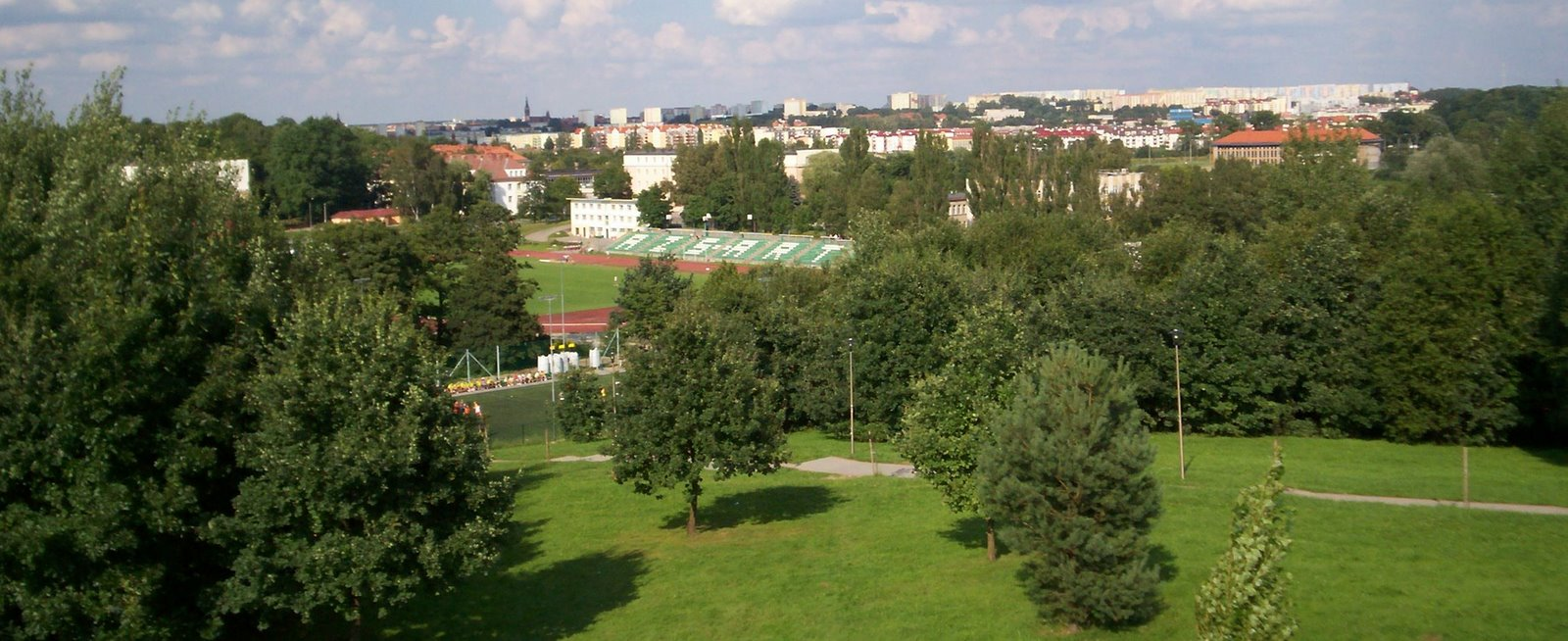
Panorama-Blick auf Kortowo

Kortau resp. Kortowo ist namensgebend für einen ganzen Stadtteil geworden, der im Südwesten der Stadt Olsztyn liegt. Er grenzt an die Stadtteile Dajtki (Deuthen), Grunwaldzkie, Brzeziny und Generałów sowie an die Gmina Stawiguda (Landgemeinde Stabigotten). In den Stadtteil eingegliedert sind die Orte Kortowo II (Kortau), Słoneczny Stok und Stary Dwór (Althof). Die Stadtteilfläche umfasst 4,22 km².

## Kirche
Kortau war bis 1945 in die evangelische Kirche Allenstein in der Kirchenprovinz Ostpreußen der Kirche der Altpreußischen Union, außerdem in die römisch-katholische St. Jakobskirche Allenstein im damaligen Bistum Ermland eingepfarrt.

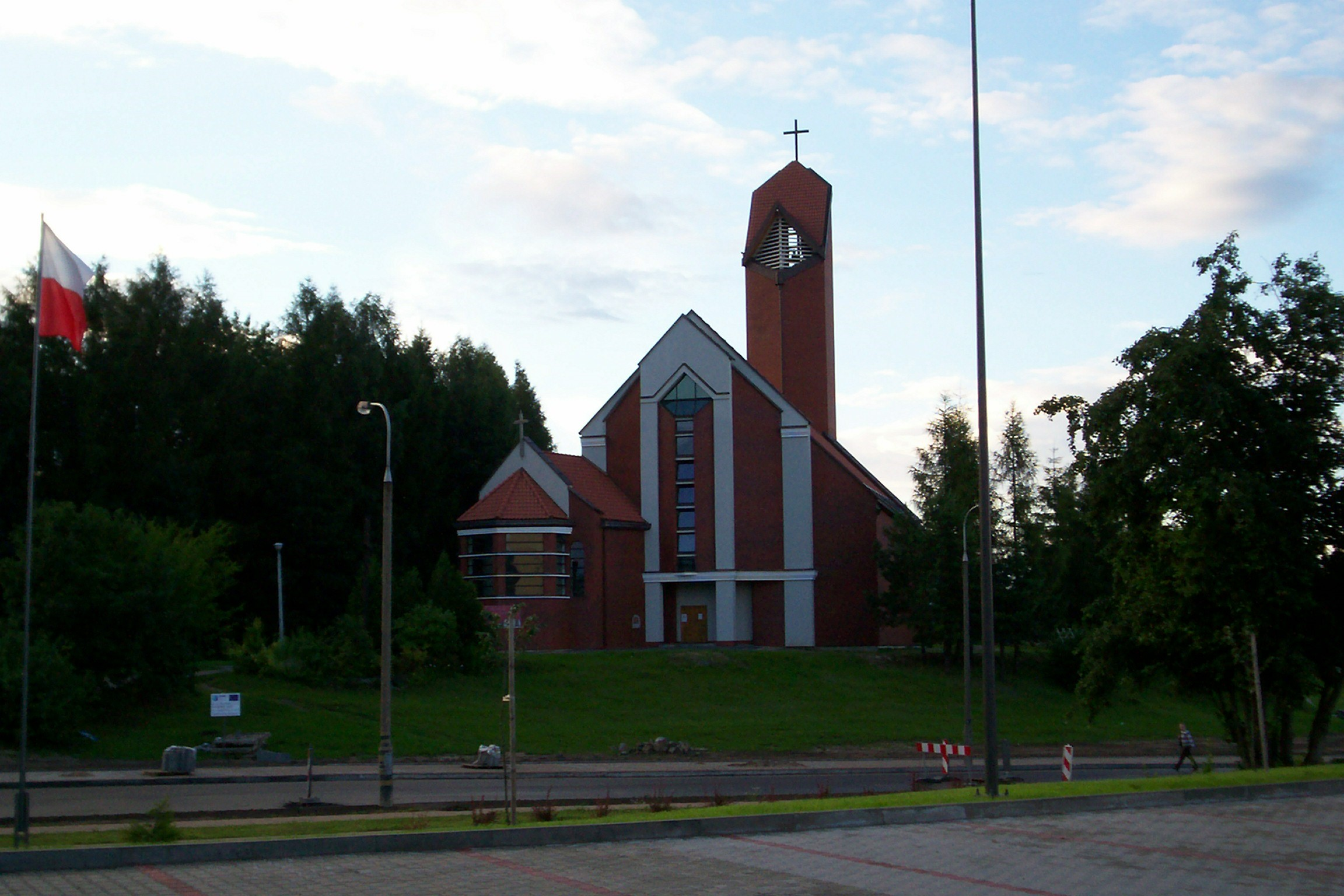
Die Franziskuskirche in Kortowo

Heute sind die katholischen Einwohner im Stadtteil Kortowo zur in den 1990er Jahren errichteten Kościół Świętego Franciszka z Asyżu (= „Kirche des Hl. Franziskus von Assisi“) hin ausgerichtet. Die Pfarrei gehört zum Dekanat Olsztyn I - Śródmieście im jetzigen Erzbistum Ermland. Die evangelischen Einwohner gehören zur Christus-Erlöser-Kirche Olsztyn innerhalb der Diözese Masuren der Evangelisch-Augsburgischen Kirche in Polen.

## Verkehr
Der Stadtteil Kortowo mit dem Ort Kortowo II wird von der al. Warszawska (= „Warschauer Allee“) durchzogen, die das Stadtzentrum Olsztyn mit der südlich an die Stadt angrenzenden Ortschaft Bartąg ((Groß) Bertung) in der Gmina Stawiguda (Landgemeinde Stabigotten) verbindet. Dort endet die Woiwodschaftsstraße 527 bzw. Landesstraße 51 an der Anschlussstelle Olsztyn Południe („Allenstein Süd“) der Schnellstraßen S 16 und S 51, die hier auf gemeinsamer Trasse die südliche Stadtumfahrung von Olsztyn bilden und – so die S 51 – auch nach Olsztynek (Hohenstein) weiterführen.
Bis zum Jahr 2018 war Kortau resp. Kortowo eine Bahnstation, die im Jahre 1978 sogar noch einen neuen Güterbahnhof erhielt. Sie lag an der Bahnstrecke Działdowo–Olsztyn. Heute ist das Bahnhofsgebäude anderen Zwecken zugeführt und die Station aufgegeben. Nur wenige hundert Meter weiter nördlich errichtete man die neue Bahnstation Olsztyn Dajtki (Deuthen), die nun nicht nur an der Bahnstrecke Działdowo–Olsztyn, sondern auch an der verkehrstechnisch noch bedeutenderen Bahnstrecke Posen–Toruń–Skandawa (–Tschernjachowsk) liegt.

## Persönlichkeit
- Margarete Hallervorden (* 4. September 1887 in Kortau), deutsche Politikerin (SPD) († 1972)